# Montreuil-sur-Maine
Montreuil-sur-Maine település Franciaországban, Maine-et-Loire megyében. Lakosainak száma 792 fő (2022. január 1.). Montreuil-sur-Maine Chambellay, Chenillé-Champteussé, Thorigné-d’Anjou, Segré-en-Anjou Bleu és Le Lion-d'Angers községekkel határos.

## Népesség
A település népességének változása:
| Lakosok száma | 381  | 380  | 469  | 686  | 688  | 729  | 759  | 775  | 770  | 792  |
|               | 1968 | 1982 | 1990 | 2006 | 2013 | 2015 | 2017 | 2019 | 2020 | 2022 |